# Duranillin
Duranillin ist ein Ort in der Wheatbelt Region von Western Australia. Er befindet sich 24 Kilometer südlich von Darkan, in der Nähe vom Zusammenfluss der Flüsse Arthur and Beaufort.

## Geschichte
Das Wort Duranillin leitet sich aus der Aborigines-Sprache der australischen Ureinwohner ab und seine Bedeutung ist unbekannt. Der Ort wurde im Jahre 1916 während des Anbaues der Eisenbahnlinie von Collie bis Wagin gegründet. 1918 war Duranillin bekannt gegeben.
Das erste Gebäude war ein Laden, der von Lewis Hibble ausgebaut war. Bis 1968 war die Eisenbahnlinie der wichtigste Arbeitgeber im Ort. Eine Sägemühle, die von der Familie Hughes betrieben wurde, stellte drei oder vier Familien an. Sie lag in den 1960er Jahren still.

## Geographie
Duranillin liegt 223 Kilometer von Perth, 84 Kilometer von Wagin, und 84 Kilometer von Collie. In Duranillin wohnen 70 Menschen (2016).
Nach Süden der Stadt befindet sich der Towerrinningsee, der die wichtigste Sehenswürdigkeit der Gegend ist. Er hat eine Fläche von 256 Hektar.

## Gegenwärtiges Duranillin
Heutzutage ist Duranillin ein Ort mit einem Postamt und einem Laden. Er funktioniert als Handelsstelle und Treffpunkt für die lokale Landgemeinschaft. Regelmäßig finden lokale Veranstaltungen statt. Eine kleine Weinkellerei liegt in der Nähe des Orts.